# حلونجی
حلونجی (به عربی: حلونجی) یک روستا در سوریه است که در ناحیه مرکز جرابلس واقع شده‌است. حلونجی ۷۶۳ نفر جمعیت دارد.